# Danai Gurira

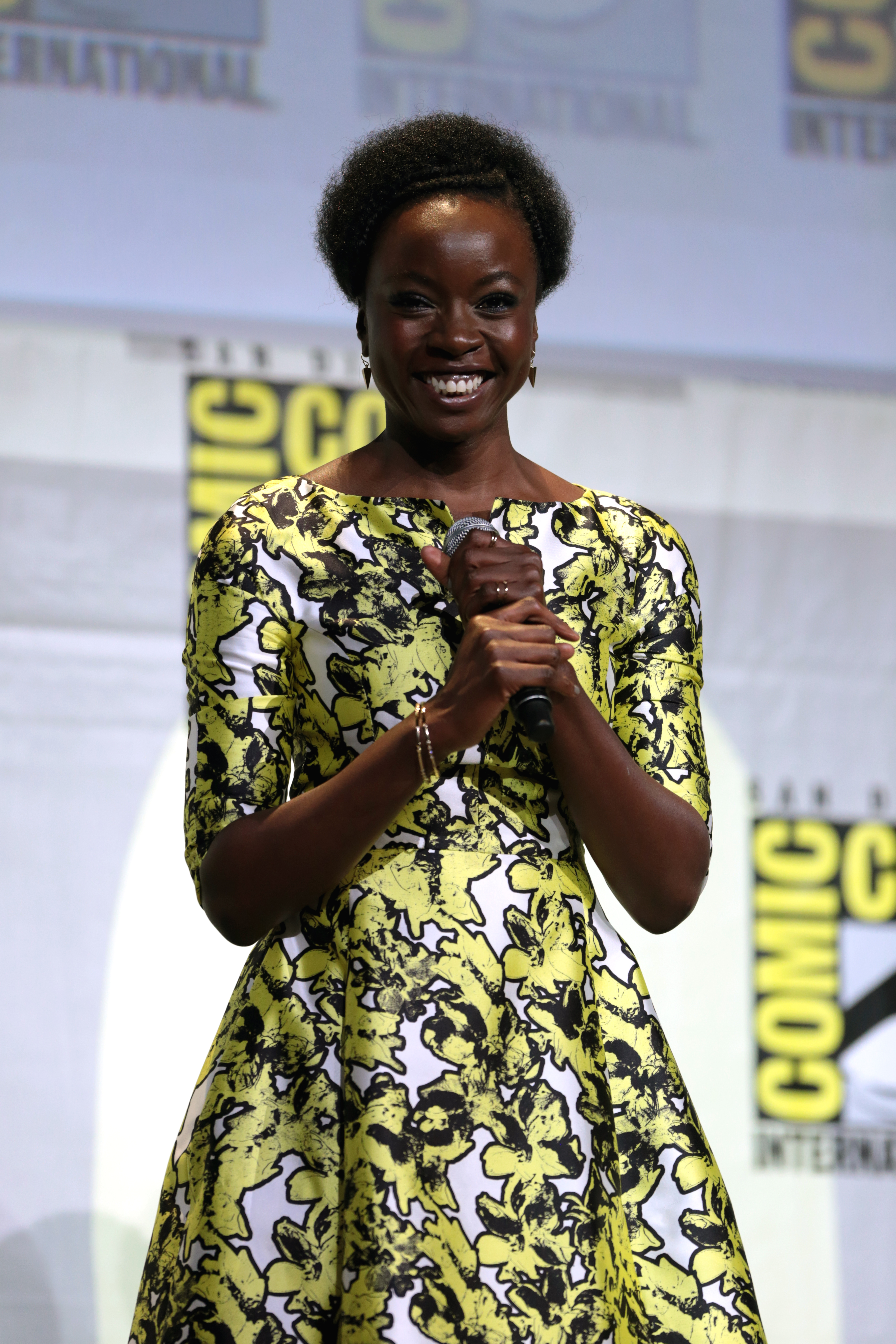
Danai Gurira w 2016

Danai Jekesai Gurira (ur. 14 lutego 1978 w Grinnell) – amerykańska aktorka teatralna, filmowa i telewizyjna pochodzenia zimbabweńskiego.

## Życiorys
Urodziła się w Stanach Zjednoczonych, wychowywała się w Zimbabwe, kraju pochodzenia jej rodziców. Powróciła następnie do USA, ukończyła studia w Tisch School of the Arts w ramach Uniwersytetu Nowojorskiego.
Zaczęła grać jako aktorka teatralna, m.in. w nagradzanym In the Continuum na Off-Broadwayu. W 2009 występowała na Broadwayu w sztuce Come and Gone. W filmie debiutowała drobnymi rolami lub jednorazowymi występami w serialach telewizyjnych. W 2010 wystąpiła w kilku odcinkach produkcji Treme, w 2012 dołączyła natomiast do regularnej obsady Żywych trupów. W 2013 zagrała jedną z głównych ról w nigeryjskiej produkcji Mother of George, która przyniosła jej m.in. Czarną Szpulę dla najlepszej aktorki.

## Filmografia
| Filmy |                                              |                                      |                                |       |                         |
| Rok   | Tytuł oryginalny                             | Tytuł polski                         | Rola                           | Uwagi | Źródła                  |
| 2007  | The Visitor                                  | Spotkanie                            | Zainab                         |       | [ 5 ] [ 6 ]             |
| 2008  | My Soul to Take                              | Zbaw mnie ode złego                  | Jeanne-Baptiste                |       | [ 5 ] [ 6 ]             |
| 2008  | Ghost Town                                   | Miasto duchów                        | duch                           |       | [ 5 ]                   |
| 2010  | 3 Backyards                                  | –                                    | kobieta w niebieskiej sukience |       | [ 5 ] [ 6 ]             |
| 2011  | Restless City                                | –                                    | Sisi                           |       | [ 5 ] [ 6 ]             |
| 2013  | Mother of George                             | –                                    | Adenike Olumide Balogun        |       | [ 5 ] [ 6 ]             |
| 2015  | Tinker Bell and the Legend of the NeverBeast | Dzwoneczek i bestia z Nibylandii     | Fury (głos)                    |       | [ 5 ] [ 6 ]             |
| 2017  | All Eyez on Me                               | –                                    | Afeni Shakur                   |       | [ 5 ] [ 6 ] [ 7 ] [ 8 ] |
| 2018  | Black Panther                                | Czarna Pantera                       | Okoye                          |       | [ 5 ] [ 6 ]             |
| 2018  | Avengers: Infinity War                       | Avengers: Wojna bez granic           | Okoye                          |       | [ 5 ] [ 6 ]             |
| 2019  | Avengers: Endgame                            | Avengers: Koniec gry                 | Okoye                          |       | [ 5 ] [ 6 ]             |
| 2022  | Black Panther: Wakanda Forever               | Czarna Pantera: Wakanda w moim sercu | Okoye                          |       | [ 5 ] [ 6 ] [ 9 ]       |

| Produkcje telewizyjne |                                     |                                     |                       | |                    |
| Rok                   | Tytuł oryginalny                    | Tytuł polski                        | Rola                  | Uwagi | Źródła             |
| 2004                  | Law & Order: Criminal Intent        | Prawo i porządek: Zbrodniczy zamiar | Marei Rosa Rumbidzai  | odcinek: „Inert Dwarf” | [ 5 ] [ 10 ]       |
| 2009                  | Life on Mars                        | –                                   | Angela                | odcinek: „The Simple Secret of the Note in Us All”                                                                                      | [ 5 ] [ 6 ]        |
| 2009                  | Law & Order                         | Prawo i porządek                    | Courtney Owens        | odcinek: „Fed” | [ 5 ] [ 6 ]        |
| 2010                  | American Experience                 | Amerykańskie doświadczenia          | Sarah Steward         | odcinek: „Dolley Madison” | [ 5 ]              |
| 2010                  | Lie to Me                           | Magia kłamstwa                      | Michelle Russo        | odcinek: „Exposed” | [ 5 ] [ 6 ]        |
| 2010–2011             | Treme                               | –                                   | Jill                  | 6 odcinków | [ 5 ] [ 6 ]        |
| 2012–2020, 2022       | The Walking Dead                    | Żywe trupy                          | Michonne              | główna obsada w sezonach 3–10, specjalna obsada gościnna w sezonie 11; 96 odcinków                                                      | [ 5 ] [ 6 ]        |
| 2017                  | Robot Chicken                       | –                                   | Michonne (głos)       | odcinek: „The Robot Chicken Walking Dead Special: Look Who's Walking”                                                                   | [ 5 ] [ 11 ]       |
| 2021                  | What If...?                         | A gdyby...?                         | Okoye (głos)          | odcinek: „What If... T'Challa Became a Star-Lord?” odcinek: „What If... Zombies?!” odcinek: „What If... Killmonger Rescued Tony Stark?” | [ 5 ]              |
| 2024                  | The Walking Dead: The Return        | –                                   | (w roli samej siebie) | telewizyjny dodatek specjalny | [ 5 ]              |
| 2024                  | The Walking Dead: The Ones Who Live | –                                   | Michonne Grimes       | Lead role; also executive producer, co-creator and writer                                                                               | [ 5 ] [ 6 ] [ 12 ] |
|                       | Eyes of Wakanda                     | –                                   | Okoye (głos)          | nadchodzący miniserial Disney+ | [ 5 ]              |

| Teatr |                            |                  |                                     |                                       |               |
| Rok   | Tytuł oryginalny           | Rola             | Miejsce                             | Uwagi                                 | Źródła        |
| 2005  | In the Continuum           | Abigail, et al.  | Primary Stages, Off-Broadway        | napisane wspólnie z Nikkole Salter    | [ 13 ]        |
| 2009  | Joe Turner's Come and Gone | Martha Pentecost | Belasco Theatre, Broadway           | debiut na Broadwayu                   | [ 14 ]        |
| 2011  | Measure for Measure        | Isabella         | Delacorte Theater, Nowy Jork        | w programie „Shakespeare in the Park” |               |
| 2012  | The Convert                | –                | The Young Vic, Londyn               |                                       | [ 15 ] [ 16 ] |
| 2015  | Familiar                   | –                | Playwright's Horizons, Off-Broadway |                                       | [ 17 ]        |
| 2015  | Eclipsed                   | –                | The Public Theater, Off-Broadway    |                                       |               |
| 2016  | Eclipsed                   | –                | John Golden Theatre, Broadway       | [ 13 ]                                |               |
| 2022  | Richard III                | Richard III      | Delacorte Theater, Nowy Jork        | w programie „Shakespeare in the Park” | [ 18 ]        |

| Gry wideo |                                  |              |          |                                           |        |
| Rok       | Tytuł oryginalny                 | Tytuł polski | Rola     | Uwagi                                     | Źródła |
| 2020      | Fortnite Battle Royale           | –            | Michonne | Likeness                                  | [ 5 ]  |
| 2023      | Call of Duty: Modern Warfare III | –            | Michonne | postać grywalna (DLC); Voice and Likeness | [ 5 ]  |